# Тіно (Наґано)

35°59′44″ пн. ш. 138°9′32″ сх. д. / 35.99556° пн. ш. 138.15889° сх. д.
Ті́но (яп. 茅野市, ちのし, МФА: [t͡ɕino ɕi̥]) — місто в Японії, в префектурі Наґано.

## Короткі відомості
Розташоване в центральній частині префектури, на південному березі озера Сува, біля південно-західного підніжжя вулкана Татесіна. Виникло на основі сільських поселень раннього нового часу. Отримало статус міста 1958 року. Основою економіки є сільське господарство, харчова промисловість, виробництво високоточної техніки, туризм. В місті розташовані численні альпіністські бази та гірськолижні курорти. Станом на 1 квітня 2009 площа міста становила 266,41 км². Станом на 1 липня 2011 населення міста становило 56 191 осіб.